# Bogusław Dawidow
Bogusław Dawidow (ur. 1 listopada 1953 w Sopocie) – polski dyrygent, były dyrektor artystyczny i dyrektor naczelny Filharmonii Opolskiej.

## Życiorys
Syn Walentego Dawidowa (1926–2014), przewodniczącego Rady Administracyjno-Misyjnej Kościoła Chrystusowego w Polsce. Z zawodu dyrygent, kształcił się pod kierunkiem m.in. Bohdana Wodiczki i Franca Ferrary, a także u Leonarda Bernsteina.
Był założycielem krakowskiej Orkiestry Kameralnej im. Fryderyka Chopina. W pierwszej połowie lat 90. pracował jako dyrygent w Polskiej Filharmonii Kameralnej. Brał udział w nagraniu 20 płyt wydanych przez tę placówkę. W latach 1994–2002 pełnił funkcję dyrektora artystycznego oraz głównego dyrygenta w Narodowej Akademickiej Orkiestry Symfonicznej – Filharmonii Rosyjskiej w Tomsku.
W 1999 został dyrektorem artystycznym, zaś cztery lata później także dyrektorem naczelnym Filharmonii Opolskiej. Wraz z Orkiestrą Symfoniczną tej jednostki brał regularnie udział w krajowych i zagranicznych koncertach (m.in. w Rzymie z okazji osiemdziesiątych urodzin Jana Pawła II i w Brukseli w związku z akcesją Polski do Unii Europejskiej). Współpracował także z innymi orkiestrami (m.in. jako główny gościnny dyrygent Moskiewskiej Orkiestry Symfonicznej i Philadelphia Virtuosi Chaber Orchestra)
W 2011 po konflikcie z muzykami złożył przyjętą następnie rezygnację z funkcji dyrektora naczelnego, co zapoczątkowało procedurę odwoławczą.

## Odznaczenia
W 2012 został odznaczony Złotym Krzyżem Zasługi.